# HMS Puckeridge (L108)
Le HMS Puckeridge (pennant number L108) est un destroyer d'escorte de classe Hunt de type II construit pour la Royal Navy pendant la Seconde Guerre mondiale.

## Construction
Le Puckeridge est commandé le 4 septembre 1939 dans le cadre du programme d'urgence de la guerre de 1939 pour le chantier naval de J. Samuel White de Cowes, sur l'île de Wight en Angleterre, sous le numéro J6108. La pose de la quille est effectuée le 1er janvier 1940, le Puckeridge est lancé le 6 mars 1941 et mis en service le 30 juillet 1941.
Il est parrainé par la communauté civile de Watford dans le Hertfordshire pendant la campagne nationale du Warship Week (semaine des navires de guerre) en mars 1942.
Les navires de classe Hunt sont censés répondre au besoin de la Royal Navy d'avoir un grand nombre de petits navires de type destroyer capables à la fois d'escorter des convois et d'opérer avec la flotte. Les Huntde type II se distinguent des navires précédents type I par une largeur (Maître-bau) accru afin d'améliorer la stabilité et de transporter l'armement initialement prévu pour ces navires.
Le Hunt type II mesure 80,54 m de longueur entre perpendiculaires et 85,34 m de longueur hors-tout. Le Maître-bau du navire mesure 9,60 m et le tirant d'eau est de 3,51 m. Le déplacement est de 1070 t standard et de 1510 t à pleine charge.
Deux chaudières Admiralty produisant de la vapeur à 2100 kPa et à 327 °C alimentent des turbines à vapeur à engrenages simples Parsons qui entraînent deux arbres d'hélices, générant 19 000 chevaux (14 000 kW) à 380 tr/min. Cela donné une vitesse de 27 nœuds (50 km/h) au navire. 281 t de carburant sont transportés, ce qui donne un rayon d'action nominale de 2 560 milles marins (4 740 km) (bien qu'en service, son rayon d'action tombe à 1 550 milles marins (2 870 km)).
L'armement principal du navire est de six canons de 4 pouces QF Mk XVI (102 mm) à double usage (anti-navire et anti-aérien) sur trois supports doubles, avec un support avant et deux arrière. Un armement antiaérien rapproché supplémentaire est fourni par une monture avec des canons quadruple de 2 livres "pom-pom" MK.VII et deux  canons Oerlikon de 20 mm Mk. III montés dans les ailes du pont. Les montures jumelles motorisées d'Oerlikon sont remplacées par des Oerlikons simples au cours de la guerre. Jusqu'à 110 charges de profondeur pouvaient être transportées,. Le navire a un effectif de 168 officiers et hommes,.

## Histoire

### Seconde guerre mondiale

#### 1941
Pendant son voyage d'essai, le Puckeridge est trouvé défectueux dans l’arbre de l’hélice, et est réparé avant de passer à Scapa Flow le 8 janvier 1941, où il rejoint la Home Fleet et continue à être équipé. Le 9 septembre, il est affecté à Portsmouth et rejoint la 1re Flottille de destroyers. Le navire est chargé de patrouiller et d’escorter les transports côtiers dans la Manche,,.
Le 11 décembre, le Puckeridge est détaché pour fonctionner avec la Home Fleet. Deux jours plus tard, il est attaqué par des avions ennemis au large de la côte de Pembrokeshire au Pays de Galles. Une bombe a touché le pont arrière du navire, et fait exploser le magasin de stockage des obus de 4 pouces, faisant 18 morts et 20 blessés. Le navire est gravement endommagé, enflammé et inondé à l’arrière, et le gouvernail ne fonctionne plus, la tourelle est projetée dans la mer. Les mesures de lutte contre les dommages prises pour faire face aux incendies et aux inondations ont éteint l’incendie et empêché l’inondation. Le navire tente de retourner à Milford Haven, changeant de direction en changeant la rotation de l’hélice. Le navire est remorqué et réparé au chantier naval de Pembroke, qui dure jusqu’au 6 juin 1942.

#### 1942
Les travaux de réparation s’achèvent le 10 juillet 1942, quand il procède à ses essais après les réparations, puis se rend à Plymouth le 23 juillet, où il est mis à niveau dans le chantier naval de Plymouth. Le navire se joint à la Home Fleet à Scapa Flow le 8 août et, le 15 septembre, il escorte les navires de guerre du 1er Escadron de mouilleurs de mines pendant la pose de mines dans la mer du Nord au sud des îles Féroé.
Le 5 octobre, le Puckeridge est affecté avec les destroyers Beagle (H30), Wrestler (D35), Bicester (L34), Zetland (L59) et le destroyer grec Kanaris (L53) à l'escorte du convoi WS23 sur la Clyde, se déplaçant à travers les approches occidentales pour aller en Afrique du Nord. L’escorte du convoi se compose également des croiseurs légers Despatch (D30) et Durban (D99) et du croiseur marchand Queen of Bermuda. Le Kanaris et le Puckeridge se séparent du convoi WS23 le 15 octobre pour se rendre à Freetown et, le 23 octobre, escortent deux convois de troupes: le Bergensfjord et le Léopoldville de Freetown à Gibraltar. Puis, il est affecté à la Central Task Force (Force opérationnelle centrale) pour se préparer à participer à l’opération Torch, le débarquement allié en Afrique du Nord,,.
Le 8 novembre, le Puckeridge se rend à la zone de débarquement d’Oran, en Algérie, pour soutenir les débarquements. Le 13 novembre, il participe à la recherche de survivants du destroyer néerlandais HNLMS Isaac Sweers, qui coule à la position géographique de 37° 23′ N, 2° 12′ E, torpillé à deux reprises par le sous-marin (U-Boot) U-431 au nord-ouest d’Alger. Après la fin de l’opération, le navire est exploité par la 59e Division des destroyers basée à Gibraltar.

#### 1943
Le Puckeridge prend part à des patrouilles et à des convois d’escorte à Gibraltar jusqu’au 6 juin 1943, date à laquelle il est mobilisé pour l’opération Husky, le débarquement allié en Sicile en Italie. Il est affecté à la Support Force East (force de soutien de l’Est) comme élément du Groupe d'escorte S.
Le 5 juillet, il est affecté à la protection du convoi KMS18 au départ du Cap Bon, en Tunisie. Il se détache du convoi KMS18 le 8 juillet pour faire le plein de carburant, puis rejoint le convoi. Arrivé au large de Bark West le 10 juillet, le navire tire des coups de canon pendant pour les débarquements, puis patrouille contre toute intervention ennemie,,.
Le 8 août, le Puckeridge escorte deux navires à passagers (liners), MS Saturnia et MS Vulcania, de Gibraltar à Malte.
Le 6 septembre, alors qu’il est en patrouille et en service d’escorte en Méditerranée occidentale, il est frappé par une torpille du U-Boot U-617 dans le passage de Gibraltar à 64 kilomètres à l’est de l'Europa Point, à une position géographique de 36° 06′ N, 4° 44′ O. Deux torpilles ont touché l'arrière du navire et ont fait exploser les magasins de munitions. Le navire coule rapidement en moins de 8 minutes. 66 de ses membres d’équipage sont tués et 129 sont secourus.

### Honneurs de bataille
- ENGLISH CHANNEL 1942
- NORTH AFRICA 1942-43
- SICILY 1943

### Commandement
- Lieutenant (Lt.) Herbert Bernard Acworth (RN) du 25 juin 1941 à début 1942
- Lieutenant (Lt.) John Cecil Cartwright (RN) du 5 juin 1942 au 6 septembre 1943